# KGM Actyon
Le KGM Actyon est un SUV du constructeur automobile sud-coréen KG Mobility (anciennement SsangYong), produit en Corée du Sud à partir de 2024.

## Présentation
Le KGM Actyon est présenté le août 2024.